# Gare de Scarborough
La gare de Scarborough est une gare de trains de banlieue à Toronto en Ontario. La gare est située sur St. Clair Avenue entre Kennedy Road et Midland Avenue dans l'est de Toronto. La gare est desservie par la ligne Lakeshore East de GO Transit.

## Situation ferroviaire
La gare est située au point milliaire 325,2 milles (523,4 km) de la subdivision Kingston de Metrolinx, à trois voies et une voie de contournement, entre les gares de Danforth et d'Eglinton.
Malgré la proximité de cette gare avec les autres gares et la disponibilité des services de bus de la TTC, le stationnement incitatifs de la gare est plein, ce qui prouve la popularité du service ferroviaire même dans les banlieues de l'ancienne ville métropolitaine. Trois voies sont posées le long de la subdivision Kingston entre Danforth et Guildwood, car GO Transit a construit une voie supplémentaire lors de la construction des gares en 1967. 
Entre Midland Avenue et St. Clair Avenue, la ligne joint la subdivision Uxbridge à Scarborough Junction. La subdivision Uxbridge transporte les trains de la ligne Stouffville. Les trains de la ligne Stouffville avaient l'habitude de desservir cette gare, mais ils circulent maintenant en express, car les passagers de Lakeshore encombraient les trains de Stouffville.

## Histoire
Avant la gare de Scarborough, la gare de Scarborough Junction a été construite par le Grand Tronc, alors que la construction du chemin de fer à voie étroite Toronto & Nipissing Railway progressait vers l'est depuis Toronto. La ligne du Grand Tronc a été construite à travers Scarborough près de deux décennies plus tôt, en 1856, mais la nécessité de cette gare n'est apparue que lorsqu'il a fallu faciliter la correspondance des passagers d'une ligne à l'autre. Le Toronto & Nipissing a commencé par poser une troisième voie à l'intérieur du Grand Tronc à voie large, permettant aux trains de l'un ou l'autre écartement d'utiliser la même emprise. L'emplacement de la gare a été choisi car c'était le point que le T&N avait choisi pour se détacher de l'emprise du Grand Tronc et poursuivre sa route vers le nord-est. La pose des voies sur le T&N a commencé à partir de Scarborough Junction à la fin de 1870, et la ligne est mise en service entre Toronto et Uxbridge en juillet 1871.
La gare était une structure à deux étages, principalement en bois, qui contrastait avec les gares en brique et en pierre qui avaient fait la réputation du Grand Tronc au cours des deux décennies précédentes. Des gares présentant des éléments de conception similaires ont été construites par la suite à d'autres villes, comme Port Perry, Stouffville et Stratford.
Un peu plus d'une décennie après la construction de la gare, la disparité d'écartement entre les deux lignes qu'il dessert allait être corrigée. Au cours des années 1870, le Grand Tronc a converti son système d'écartement large à l'écartement « standard » de 4 pieds et 8,5 pouces. Le Toronto & Nipissing a fait de même en 1881, une manœuvre coûteuse pour un si petit chemin de fer. Presque immédiatement après, cette compagnie et plusieurs autres lignes secondaires en difficulté dans les environs ont été fusionnées pour former le Midland Railway of Canada en 1882. Le Grand Tronc a acquis le Midland Railway à peine deux ans plus tard, en 1884. La ligne principale du Grand Tronc était à double voie entre Toronto et Scarborough Junction en 1889 et au-delà de Scarborough jusqu'à Port Union en 1892.
Située à la convergence d'une ligne principale importante et d'une ligne secondaire rurale, Scarborough Junction est devenue un endroit particulièrement animé au début du XXe siècle. Au début des années 1920, quatre trains de voyageurs s'arrêtaient chaque jour à Scarborough sur la ligne principale, et neuf autres sur l'ancienne ligne du Toronto & Nipissing. Cela ne comprend pas non plus les cinq trains de passagers express qui passaient sans s'arrêter. Cette fréquence des trains s'est poursuivie surtout après la fusion du Grand Tronc, en difficulté financière, avec le Canadien National en 1923.
La gare a été presque entièrement détruite par un incendie en décembre 1960 et les vestiges calcinées ont été enlevés peu après. Le moment malheureux de l'incendie a entraîné la destruction de nombreux colis de Noël qui étaient entreposés dans la salle des marchandises. Un wagon couvert du CN a été utilisé comme remplacement temporaire jusqu'à ce qu'une gare appropriée puisse être construite, et la gare GO de Scarborough a été ouverte un demi-kilomètre à l'ouest en 1967 avec l'ouverture de la ligne Lakeshore East. GO a mis en service sur l'ancienne ligne du Toronto & Nipissing, maintenant appelée ligne Stouffville, en 1982.
Entre 2008 et 2010, la gare de Scarborough a fait l'objet de travaux d'amélioration, notamment un allongement des quais pour accueillir des trains de 12 voitures, un tunnel piétonnier avec des escaliers, des abris de quais et des mini-quais, la reconfiguration du stationnement incitatif, et la gestion et le drainage des eaux pluviales.

## Service aux voyageurs

### Accueil
La billetterie de GO Transit est ouverte en semaine de 6 h à 20 h 45, les fins de semaine et jours fériés de 6 h 30 à 20 h 45. L'ambassadeur de la gare GO peut aider les clients à configurer un type de tarif ou à définir un trajet par défaut sur la carte Presto. Les clients disposent également d'options en libre-service, notamment l'achat d'un billet papier dans un distributeur automatique de billets, le chargement d'une carte Presto dans un distributeur automatique de billets compatible avec Presto, l'achat d'un billet électronique avec leur smartphone et le paiement au valideur avec une carte de crédit sans contact ou une carte Presto.
La gare est équipée d'une salle d'attente, des toilettes, des abris de quai chauffés, de Wi-Fi, d'un téléphone payant, des supports à vélo, d'un débarcadère, et d'un stationnement incitatif. Le stationnement incitatif comprend des places de covoiturage et une station d'autopartage Zipcar. La gare est accessible aux fauteuils roulants.

### Dessert
À compter du 24 septembre 2022, les trains de Lakeshore East s'arrêtent à la gare toutes les 15 minutes en pointe et toutes les 30 minutes hors pointe. Les trains en direction ouest continuent au-delà de la gare Union vers Aldershot, Hamilton, West Harbour et Niagara Falls.

### Intermodalité
La gare de Scarborough est desservie par les lignes d'autobus de la Commission de transport de Toronto suivantes : 9 Bellamy, 16 McCowan, 20 Cliffside, 102 Markham Road, 113 Danforth, 300B Bloor-Danforth (autobus de nuit) et 902 Markham Road Express. Les arrêts de 9 et 102 se trouvent sur St. Clair Avenue à Linden Avenue, les arrêts de 16 et 300 sur Danforth Road à St. Clair Avenue, les arrêts de 113 sur Kennedy Road à St. Clair Avenue, les arrêts de 20 et 102 sur Midland Avenue à St. Clair Avenue, et les arrêts de 902 sur St. Clair Avenue à Danforth Road ou à Midland Avenue.
Les abonnés du service d'autopartage Zipcar peuvent également louer une voiture à cette gare.